# Thamnium plicatulum
Thamnium plicatulum là một loài Rêu trong họ Neckeraceae. Loài này được (Mitt.) Kindb. miêu tả khoa học đầu tiên năm 1902.